# Berndlehmannita
La berndlehmannita és un mineral de la classe dels sulfurs que pertany al supergrup de l'espinel·la. Rep el nom en honor de Bernd Lehmann (1950-), professor emèrit de Geologia Econòmica a la Technische Universität Clausthal, Alemanya.

## Característiques
La berndlehmannita és un sulfur de fórmula química Cu(CrV)S₄. Va ser aprovada com a espècie vàlida per l'Associació Mineralògica Internacional en el mes de juny de l'any 2024, i va ser publicada a la revista internacional American Mineralogist per Xuerui Fu et al. en el mes de gener de 2025 amb el títol «Berndlehmannite: A new V-bearing sulfide mineral from the black shale-hosted Zhongcun vanadium deposit, South China». Cristal·litza en el sistema isomètric.
Les mostres que van servir per a determinar l'espècie, el que es coneix com a material tipus, es troben conservades a les col·leccions del Museu Geològic de la Xina, a Pequín (República Popular de la Xina), amb el número de catàleg: GMCTM2024001, i al Departament de Ciències de la Terra i Recursos de Universitat de Geociències de la Xina, també a Pequín, amb el número de catàleg: CUGB-ZC-001.

## Formació i jaciments
Va ser descoberta al dipòsit de vanadi de Zhongcun, situat al comtat de Shanyang, dins la prefectura de Shangluo (Shaanxi, República Popular de la Xina). Aquest dipòsit és l'únic indret de tot el planeta on ha estat descrita aquesta espècie mineral.